# Vlerkslakken
Vlerkslakken (Clionidae) zijn een familie van pelagische weekdieren uit de klasse van de Gastropoda (slakken). Deze familie behoort tot de Gymnosomata.
In België en Nederland komt Clione limacina (Phipps, 1774), de gewone vlerkslak, voor.

## Geslachten
- Cephalobrachia Bonnevie, 1913
- Clione Pallas, 1774
- Fowlerina Pelseneer, 1906
- Massya Pruvot-Fol, 1924
- Paedoclione Danforth, 1907
- Paraclione Tesch, 1903
- Thalassopterus Kwietniewski, 1910
- Thliptodon Boas, 1886